# Universitätsbibliothek Posen

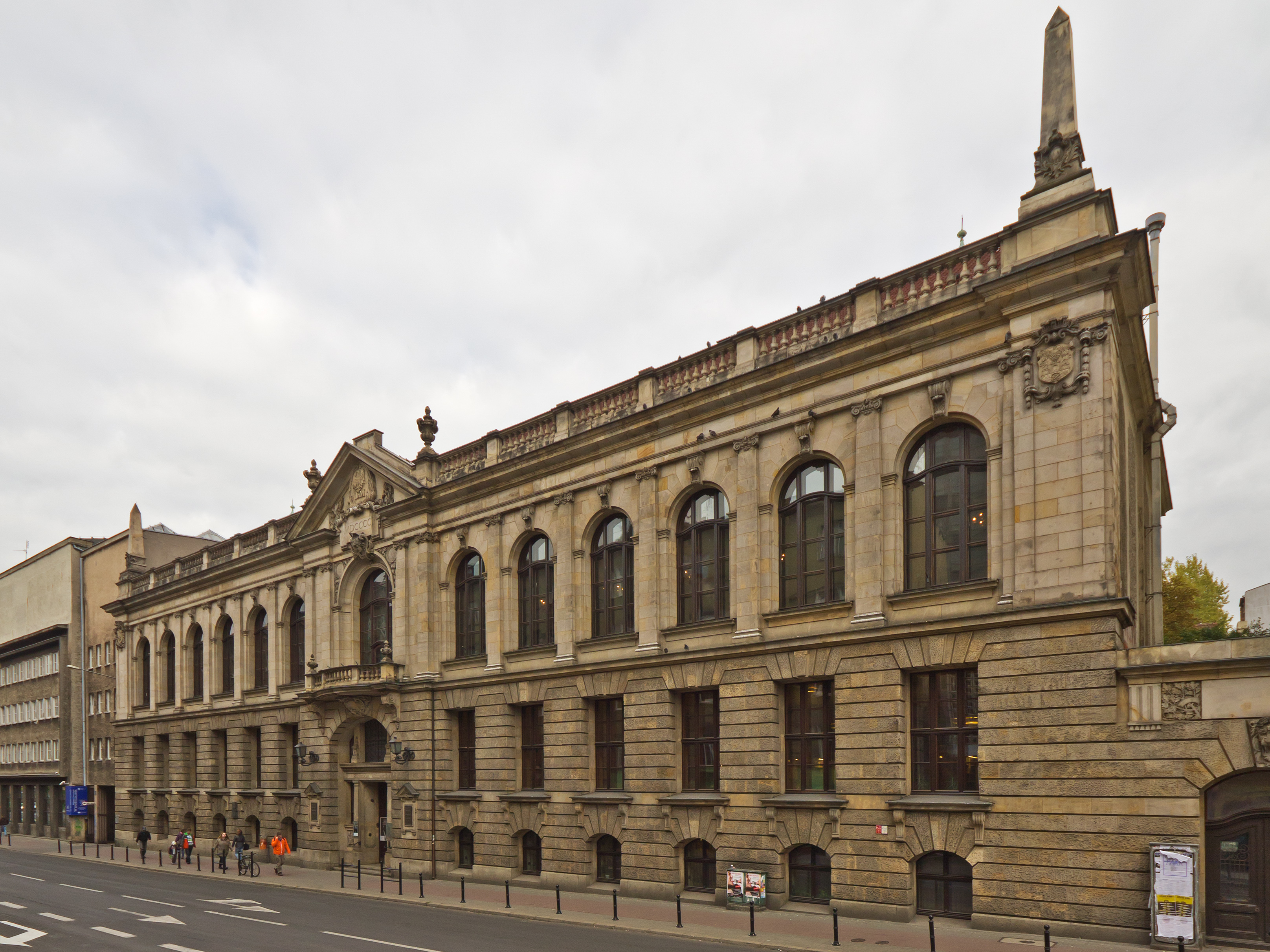
Universitätsbibliothek Posen

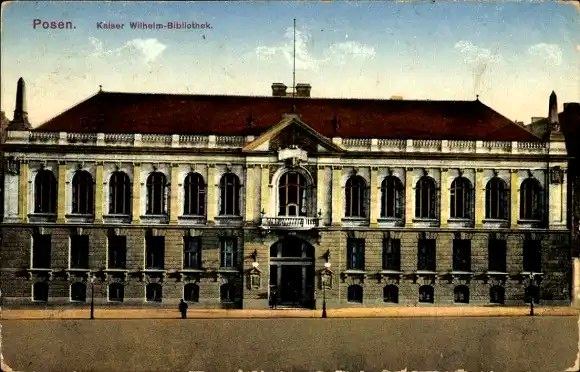
Vor 1916

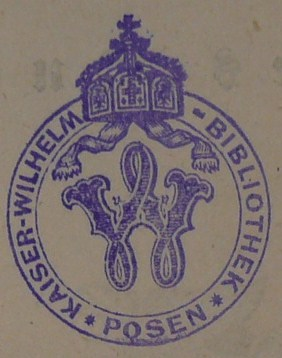
Stempel der ehem. Kaiser-Wilhelm-Bibliothek

Die Universitätsbibliothek Posen (poln. Biblioteka Uniwersytecka w Poznaniu) ging am 18. April 1919 aus der damaligen Kaiser-Wilhelm-Bibliothek hervor. Heute ist sie die größte Bibliothek Posens.

## Geschichte
Die 1898 von Kaiser Wilhelm II. gegründete Bibliothek bezog am 14. November 1902 einen Neubau im Stil der Neorenaissance. Spenden von der Königlichen Bibliothek zu Berlin sowie private, politische und gesellschaftliche Stifter hatten in den vier Jahren knapp 100.000 deutschsprachige Bände zusammenkommen lassen.
Als Bibliothek der neugegründeten Königlichen Akademie zu Posen entwickelte sie sich ab 1903 zu einer wissenschaftlichen Bibliothek. Bis 1919 stieg der Bücherbestand auf 250.000 Bände an. Die Bibliothek besaß das regionale Pflichtexemplarrecht für die preußische Provinz Posen. Auch für das entstehende öffentliche Bibliothekswesen spielte die Bibliothek eine wichtige Rolle. Zur Versorgung der kleineren Orte in der Provinz initiierte Rudolf Focke eine Provinzial-Wanderbücherei, die die Kreisbüchereien ergänzte und beriet.
Als die Provinz 1919 an Polen fiel, wurde die Bibliothek polonisiert. 1927 erhielt sie das gesamtpolnische Pflichtexemplarrecht. Zu Beginn des Zweiten Weltkriegs besaß die Bibliothek etwa 500.000 Bände. Unter  der deutschen Besetzung Polens im Zweiten Weltkrieg trug sie den Namen Staats- und Universitätsbibliothek Posen. Seit 1945 wieder unter polnischer Verwaltung, wurde die Bibliothek im Jahre 1952 um einen großzügigen Anbau erweitert.